# Simson SR4-3
Simson SR4-3 Sperber – kolejny, trzeci model marki Simson z serii SR4; Nosił nazwę Sperber oznaczającą po przetłumaczeniu krogulec.
Produkcję rozpoczęto w 1966 roku. Od poprzednika różni się silnikiem – po pierwsze: cztery prędkości skrzyni biegów, po drugie: moc zwiększyła się z 3,5 KM do aż 4,6 KM (co skutkowało zwiększonym zużyciem paliwa). Taki rozwój technologii w tamtych czasach osiągnęła tylko marka Simson. Podobnie z zawieszeniem – SR4-3 otrzymał amortyzowane hydraulicznie zawieszenie o wzmocnionej ramie i z długą ławką. W zmianie wyglądu można zauważyć, że bak został wydłużony w celu przybliżenia go do siedzenia i nieco powiększony. W 1972 roku zaprzestano produkcji ze względu na zmianę przepisów – ten Simson kwalifikował się już jako motocykl, ze względu na swoją moc i prędkość maksymalną jaką osiągał. Przez to zmniejszył się popyt na tego Simsona i produkcję zakończono w 1972 roku. Łącznie powstało ich 80 tysięcy sztuk.

## Modele Simsona SR4-3
- SR4-3 (1966-1972, 80 000 sztuk) – jedyna wersja modelu SR4-3, w skład wyposażenia standardowego wchodziły tylna lampa i kierunkowskazy z odblaskami

## Podstawowe dane techniczne
- Silnik spalinowy – dwusuwowy, jednocylindrowy typ M54 KF
- Moc – 3,4 kW (4,6 KM) przy 6750 obr./min
- Moment obrotowy – 4,8 Nm przy 6000 obr./min
- Zużycie paliwa – 3,2l/100km
- Prędkość maksymalna – 75 km/h
- Średnica cylindra 40 mm
- Skok tłoka 39,5 mm
- Skrzynia biegów o 4 przełożeniach
- Przeniesienie napędu – łańcuch
- Instalacja elektryczna 6 V
- Hamulce – bębnowe
- Masa – 80 kg